# مایکل چاپمن (فیلم‌بردار)
مایکل چپمن (انگلیسی: Michael Chapman؛ زادهٔ ۲۱ نوامبر ۱۹۳۵ – درگذشتهٔ ۲۰ سپتامبر ۲۰۲۰) مدیر فیلم‌برداری، هنرپیشه و کارگردان اهل ایالات متحده آمریکا بود. از مهم‌ترین آثار فیلمبرداری وی می‌توان به فیلم‌های راننده تاکسی و گاو خشمگین اشاره کرد، که کارگردانی هر دو به عهده مارتین اسکورسیزی بوده است. 

چپمن در ۲۰ سپتامبر ۲۰۲۰ به‌دلیل نارسایی قلبی درگذشت. 

## گزیده فیلمشناسی
از فیلم‌ها یا برنامه‌های تلویزیونی که وی در آن نقش داشته‌است می‌توان به آثار زیر اشاره کرد.
- آخرین مأموریت (۱۹۷۳)
- جبهه (فیلم) (۱۹۷۶)
- راننده تاکسی (۱۹۷۶)
- آخرین والس (۱۹۷۸)
- حمله جسددزدها (۱۹۷۸)
- انگشت‌ها (فیلم ۱۹۷۸) (۱۹۷۸)
- مستهجن (فیلم) (۱۹۷۹)
- گاو خشمگین (۱۹۸۰)
- مردگان پیراهن راه‌راه نمی‌پوشند (۱۹۸۲)
- پسران گمشده (۱۹۸۷)
- بد (ترانه) (۱۹۸۷)
- شکارچیان روح ۲ (۱۹۸۹)
- پلیس کودکستان (۱۹۹۰)
- فراری (فیلم ۱۹۹۳) (۱۹۹۳)
- هرج‌ومرج فضایی (فیلم) (۱۹۹۶)
- ترس کهن (فیلم) ()
- شش روز، هفت شب (۱۹۹۸)
- داستان ما (فیلم) (۱۹۹۹)
- بیننده (فیلم) (۲۰۰۰)
- تکامل (فیلم ۲۰۰۱) (۲۰۰۱)
- خانه دی (۲۰۰۴)
- مدح (فیلم) (۲۰۰۴)
- هوت (۲۰۰۶)
- پلی به‌سوی ترابیتیا (۲۰۰۷)
- تمام حرکات درست (فیلم) (۱۹۸۳)
- ته جاده (۱۹۷۰)
- کلوت (فیلم) (۱۹۷۰)
- پدرخوانده (۱۹۷۲)
- بد کمپانی (فیلم ۱۹۷۲) (۱۹۷۲)
- آرواره‌ها (۱۹۷۵)